# Limonia yakushimensis
Limonia yakushimensis là một loài ruồi trong họ Limoniidae. Chúng phân bố ở miền Cổ bắc.